# Station Dziergowice
Station Dziergowice is een spoorwegstation in de Poolse plaats Dziergowice.